# Franz Schuler
Franz Schuler (Kufstein, 3 de octubre de 1962) es un deportista austríaco que compitió en biatlón.
Ganó una medalla de plata en el Campeonato Mundial de Biatlón de 1986, en la prueba de 10 km velocidad. Participó en cuatro Juegos Olímpicos de Invierno, entre los años 1984 y 1994, ocupando el cuarto lugar en Calgary 1988 y el octavo en Sarajevo 1984, en la prueba de relevo.

## Palmarés internacional
| Campeonato Mundial | Campeonato Mundial | Campeonato Mundial | Campeonato Mundial |
| Año                | Lugar              | Medalla            | Prueba             |
| ------------------ | ------------------ | ------------------ | ------------------ |
| 1986               | Oslo (Noruega)     | Medalla de plata   | Velocidad          |